# (36300) 2000 JE19
2000 JE19 (asteroide 36300) é um asteroide da cintura principal. Possui uma excentricidade de 0.22442560 e uma inclinação de 16.81417º.
Este asteroide foi descoberto no dia 3 de maio de 2000 por LINEAR em Socorro.